# NGC 3360
NGC 3360 في الفهرس العام الجديد، هي مجرة، تقع في كوكبة السدس. اكتشفت في 1880 .

## روابط خارجية
- NGC 3360 على موقع ويكي سكاي: DSS2, SDSS, GALEX, IRAS, Hydrogen α, X-Ray, Astrophoto, Sky Map, Articles and images